# Formatie van Lambermont
De Formatie van Lambermont is een geologische formatie uit het Devoon in de ondergrond van België. De formatie komt aan het oppervlak in het Massief van de Vesder, het noorden van het Synclinorium van Dinant en het zuiden van het Synclinorium van Namen. Ook in boringen in het Kempens Bekken is de formatie aangetroffen. Ze is genoemd naar Lambermont, een noordelijk stadsdeel van Verviers.

## Beschrijving
De Formatie van Lambermont bestaat hoofdzakelijk uit grijze tot groengrijze schalie (schiefer), met enkele dunne lagen kalksteen en dunne laagjes siltsteen of zandsteen. De schalie is vaak knollig van aard. De siltige en zandige laagjes kunnen veel mica's bevatten. Sommige lagen zijn rijk aan fossielen, met name de kalkrijkere delen van de formatie. Grote brachiopoden komen op veel niveaus in de formatie voor. Een ander in de formatie voorkomend fossiel is de kolonievormende Bryozoa Fenestella.
In het bovenste deel van de formatie komt lokaal een horizont voor van coquina bestaande uit bonte kalksteen met witte brokstukken van brachiopoden en massieve rifkoralen van de in het Devoon gebruikelijke ordes Tabulata en Rugosa. Met name de Rugosa Frechastraea en Phillipsastrea zijn typisch.  

## Stratigrafie
De Formatie van Lambermont is met behulp van fossielen van conodonten en koralen in het bovenste deel van de etage Frasniaan en het onderste deel van het Famenniaan geplaatst. Dat geeft een ouderdom tussen ongeveer 370 en 375 miljoen jaar. De typelocatie is een ontsluiting bij Lambermont, langs de snelweg Verviers-Prüm. Op die locatie is de formatie ongeveer 50 meter dik. 
In het gebied rond Verviers ligt de basis van de Formatie van Lambermont boven het bovenste van twee biostromen in de Formatie van Aisemont. De formatie wordt er afgedekt door de onderste laag hematiethoudende oöliet van de Formatie van Hodimont.